# Heilongjiang
Heilongjiang (kinesisk: 黑龙江; pinyin: Hēilóngjiāng; dansk: ~ Sorte Drages Flod) er en provins i Folkerepublikken Kina beliggende i den nordøstlige del af landet. "Heilongjiang" er det kinesiske navn for Amur-floden. Et-bogstavs-forkortelsen er 黑 (pinyin: Hēi).

## Historie
Det er i forhold til sydligere dele af Kina relativt lidt man ved om dette område i de ældste tider; det lå langt fra nogen civilisation med udviklet skriftsprog, og de arkæologiske fund har ikke vært rige. Fra kinesiske kilder lærer man at dagens Heilongjiang i de tidligste tider blev beboet af folk som xianbei-, malgal- og khitanfolkene. De østlige dele af Heilongjiang var underlagt kongedømmet Balhae fra 600-tallet til 900-tallet. Jurchenerne (Jin-dynastiet), som efteerhånden regerede over meget af det nordlige Kina, havde også foden indenfor i  Heilongjiangområdet.
Under manchuernes Qing-dynasti faldt den vestlige del af Heilongjiang under tilsynsområdet for generalen af Heilongjiang, hvis magtområde ifølge Nertschinsktraktaten strakte sig mod nord til Stanovojbjergene; det østlige Heilongjiang lå under generalen af Jilin, hvis myndighed strakte sig mod øst til det Japanske Hav. Disse områder dybt inde i Manchuriet var lukket for indvandring af hankinesere.
I 1858 og 1860 blev Qing-Kina tvunget til at afstå alle sine områder hinsides floderne Amur og Ussuri til Rusland, hvilket afskar Kina fra adgangen til det Japanske Hav og gav Heilongjiang sin nuværende nordgrænse. Samtidig åbnede regeringen for hankinesiske migranter, hvilket hurtigt ændrede områdets demografi og kultur; Tidlig i 1900-tallet var hankineserne den helt dominerende folkegruppe der. 
I 1932 blev hele området del af den japanske marionetstat Manchukuo.
Etter japanernes nederlag i 1945 rykkede sovjetiske styrker ind i Manchuriet og overlod kontrollen over landsdelen til  de kinesiske kommunister. Harbin blev den første storby som de kinesiske kommunister kontrollerede. Herfra lykkedes det kommunisterne at trænge Kuomintang tilbage på hele det kinesiske fastland og vinde den kinesiske borgerkrig. 
Fra sent 1945 og fremover var provinsen Heilongjiang officielt kun den vestlige del af den nuværende provins, og hovedstaden var Qiqihar. De østligere områder udgjorde provinsen Hejiang, med hovedsæde i Jiamusi, og provinsen Songjiang, med hovedsæde i Harbin. I 1954 blev de tre provinser slået sammen.
Under Kulturrevolutionen blev Heilongjiang udvidet til også  at omfatte Hulunbuir og nogle andre områder som indtil da tilhørte den autonome region Indre Mongoliet. Dette meste blev senere ført tilbage.

## Administrative enheder
Heilongjiang er inddelt i 13 enheder på præfekturniveau (Én subprovinsiel by, 11 bypræfekturer og et præfektur).
| Kort | #             | Navn         | Hanzi              | Pinyin    | Administrativt centrum | Type |
| ---- | ------------- | ------------ | ------------------ | --------- | ---------------------- | ---- |
|      |               |              |                    |           |                        |      |
| 1    | Harbin        | 哈尔滨市     | Hā'ěrbīn Shì       | Daoli     | Subprovinsiel by       |      |
| 2    | Daqing        | 大庆市       | Dàqìng Shì         | Sartu     | Bypræfektur            |      |
| 3    | Hegang        | 鹤岗市       | Hègǎng Shì         | Xingshan  | Bypræfektur            |      |
| 4    | Heihe         | 黑河市       | Hēihé Shì          | Aihui     | Bypræfektur            |      |
| 5    | Jiamusi       | 佳木斯市     | Jiāmùsī Shì        | Qianjin   | Bypræfektur            |      |
| 6    | Jixi          | 鸡西市       | Jīxī Shì           | Jiguan    | Bypræfektur            |      |
| 7    | Mudanjiang    | 牡丹江市     | Mǔdānjiāng Shì     | Aimin     | Bypræfektur            |      |
| 8    | Qiqihar       | 齐齐哈尔市   | Qíqíhā'ěr Shì      | Longsha   | Bypræfektur            |      |
| 9    | Qitaihe       | 七台河市     | Qītáihé Shì        | Taoshan   | Bypræfektur            |      |
| 10   | Shuangyashan  | 双鸭山市     | Shuāngyāshān Shì   | Jianshan  | Bypræfektur            |      |
| 11   | Suihua        | 绥化市       | Suíhuà Shì         | Beilin    | Bypræfektur            |      |
| 12   | Yichun        | 伊春市       | Yīchūn Shì         | Yichun    | Bypræfektur            |      |
| 13   | Daxing'anling | 大兴安岭地区 | Dàxīng'ānlǐng Dìqū | Jiagedaqi | Præfektur              |      |

Disse 13 enheder på præfekturniveau er inddelt i 130 enheder på amtsniveau (65 distrikter, 19 byamter, 45 amter og et autonomt amt). Disse er igen inddelt i 1.284 enheder på kommuneniveau (473 bykommuner (towns), 400 kommuner (townships), 58 etniske kommuner (ethnic townships) og 353 subdistrikter).

## Myndigheder
Den regionale leder i Kinas kommunistiske parti er Zhang Qingwei. Guvernør er Hu Changsheng, pr. 2021.
- Wikimedia Commons har flere filer relateret til Heilongjiang

48°N 129°Ø / 48°N 129°Ø